# Antônio Carlos Cintra do Amaral
Antônio Carlos Cintra do Amaral (Olinda, 11 de novembro de 1932 — São Paulo, 21 de outubro de 2015) foi um jurista, parecerista, doutrinador, professor e escritor brasileiro.

## Biografia
Antônio Carlos bacharelou-se em Ciências Jurídicas e Sociais pela Faculdade de Direito do Recife. A sua trajetória pessoal e profissional abrange duas fases distintas. Sobrinho de dois políticos e ex-governadores do Estado, Barbosa Lima – que mais tarde foi Senador da República por vários Estados – e Barbosa Lima Sobrinho – deputado constituinte em 1946 e Presidente da Associação Brasileira de Imprensa duas vezes, a última delas por quase 30 anos –, Antônio Carlos Cintra do Amaral dedicou-se, de início, à vida pública e ao magistério universitário. Foi Chefe do Gabinete do Prefeito do Recife, Secretário Assistente do Governo do Estado, candidato a Vice-Prefeito do Recife em 1963 e Secretário de Educação e Cultura da Prefeitura do Recife. Ocupou o cargo de Consultor Jurídico do Estado e lecionou Sociologia como Professor-Assistente na Faculdade de Filosofia da Universidade Federal de Pernambuco. Perseguido após o golpe de 1964, foi preso duas vezes, o que o forçou a emigrar para São Paulo, onde reiniciou sua vida em janeiro de 1966. Essa fase foi por ele narrada em livro sob o título “Desvio de Rota”, publicado em 2006.
Em São Paulo, dedicou-se a estudos e atividades profissionais em Direito Administrativo e Econômico. Entre 1972 e 1974, participou da elaboração dos primeiros Regulamentos de Licitações e Contratações de empresas estatais (Empresa Municipal de Urbanização – EMURB e Companhia do Metrô de São Paulo). Integrou as equipes de coordenação dos cursos de especialização em Direito Tributário, com o Prof. Geraldo Ataliba, e em Direito Administrativo com o Prof. Celso Antônio Bandeira de Mello, ambos na PUC/SP, onde lecionou Direito Econômico de 1973 a 1983. Em dezembro de 1977, obteve o título de Mestre em Direito Administrativo com a dissertação “Extinção do Ato Administrativo”, publicada pela Editora Revista dos Tribunais no ano seguinte, com prefácio de Geraldo Ataliba. Ampliada e atualizada, foi ela recentemente (2008) republicada pela Editora Fórum, de Belo Horizonte, com prefácio de Celso Antônio Bandeira de Mello e o título “Teoria do Ato Administrativo”.
Em agosto de 2013, foi declarado Anistiado Político pela Comissão de Anistia do Ministério da Justiça, que reconheceu a perseguição política por ele sofrida e apresentou-lhe pedido de desculpas formal, em nome do Estado Brasileiro.

## Livros publicados
Antônio Carlos Cintra do Amaral escreveu vários estudos e artigos publicados em revistas jurídicas, além de comentários que divulgou periodicamente no site do Centro de Estudos sobre Licitações e Contratos, desde outubro de 1999 a 2015. São dele, ainda, os seguintes livros:
Livros jurídicos:
- Extinção do Ato Administrativo. São Paulo: Revista dos Tribunais, 1978
- Licitações nas Empresas Estatais. São Paulo: McGraw Hill do Brasil, 1979
- Licitação para Concessão de Serviço Público. São Paulo: Malheiros, 1995
- Ato Administrativo, Licitações e Contratos Administrativos. 1ª ed., 2ª tir., São Paulo: Malheiros, 1996
- Comentando as Licitações Públicas. Rio de Janeiro: Temas & Ideias, 2002
- Concessão de Serviço Público. 2ª ed. rev. , atual. e ampl. , São Paulo: Malheiros, 2002 – 1ª ed. em 1996
- Teoria do Ato Administrativo. Belo Horizonte: Editora Fórum, 2008
- O Positivismo Jurídico. Belo Horizonte: Editora Fórum, 2010
- Licitação e Contrato Administrativo - Estudos, Pareceres e Comentários. 3ª ed., Belo Horizonte: Editora Fórum, 2010 - 1ª ed. em 2008
- Concessão de Serviços Públicos - Novas Tendências. São Paulo: Quartier Latin, 2012

Livros não jurídicos:
- Desvio de Rota (Memórias). 2006 -   http://issuu.com/cintradoamaral/docs/desvioderota
- Manga com Leite - Fragmentos de Memória (Contos). 2010 -  http://issuu.com/cintradoamaral/docs/mangacomleite
- Coronel de Amendoeira (Romance). 2012  - http://issuu.com/cintradoamaral/docs/ocoroneldeamendoeira